# Alexandra Ledermann
Alexandra Ledermann (14 maggio 1969) è una cavallerizza francese.

## Palmarès

### Olimpiadi
- 1 medaglia:
  - 1 bronzo (Atlanta 1996 nel salto individuale)